# 官昌
官昌（7世纪—660年），一作官狀，朝鲜半岛新罗將軍品日之子。
官昌儀表优雅，年轻时爲花郎，善與人交往。十六时时，能騎馬彎弓。大監某人推荐给太宗大王金春秋。唐高宗顯慶五年（660年），太宗王出兵，與大唐將軍攻打百濟，以官昌爲副將。至黃山之野，兩兵對垒。品日对他说：“你雖是幼年，有志氣，今日是立功名取富貴之時，怎能無勇。”官昌答应，于是上馬橫槍，直捣敵陣，馳马殺死數人。当时对于新罗来说，敌衆我寡，官昌爲百济俘虏，带到百濟元帥階伯面前。階伯脫胄，喜欢他少年英勇，不忍加害。于是叹道：“新羅多奇士，少年尙且如此，何況壯士。”于是許他生還。官昌说：“我入敌人阵中，不能斬將拔旗，深以为恨。再入阵必能成功。”以手捧起井水，喝完，再突入敌陣相斗。階伯擒获他斬首，栓到馬鞍上送回。品日拿着儿子的头，用袖拭血说：“我兒面目如生，能死於王事，無所后悔。” 三軍見到后，慷慨立志，擊鼓前進，百濟大敗。大王贈位級湌，以禮安葬，赐其家唐絹三十匹、二十升布三十匹、穀一百石。